# يو إف سي على إي إس بي إن: ماتشادو غاري ضد براتيس
يو إف سي على إي إس بي إن: ماتشادو غاري ضد براتيس (بالإنجليزية: UFC on ESPN: Machado Garry vs. Prates) (المعروف أيضًا باسم يو إف سي على إي إس بي إن 66) هو حدث لفنون القتال المختلطة نظمته يو إف سي، وأُقيم في 26 أبريل 2025، على تي موبايل سنتر في كانساس سيتي، ميزوري، الولايات المتحدة.

## الجوائز الإضافية
حصل المقاتلون التاليون على مكافآت بقيمة 50 ألف دولار.
- قتال الليلة: راندي براون ضد نيكولا دالبي
- أداء الليلة: تشانغ مينغ ومالكولم ويلماكر